# Directive 2006/66/CE
Lire en ligne

http://eur-lex.europa.eu/smartapi/cgi/sga_doc?smartapi!celexplus!prod!DocNumber&lg=fr&type_doc=Directive&an_doc=2003&nu_doc=4

La Directive 2006/66/CE du Parlement européen et du Conseil relative aux piles et accumulateurs ainsi qu'aux déchets de piles et d'accumulateurs et abrogeant la directive 91/157/CEE du Conseil, connu sous le nom de la directive sur les batteries, régule la fabrication et l'élimination de batteries dans l'Union européenne dans le but contribuant ainsi à la protection, à la préservation et à l'amélioration de la qualité de l'environnement:4,.
Cette directive concerne les batteries contenant généralement des éléments dangereux tels que du mercure, du cadmium ou du plomb qui, lorsqu'ils sont incinérés ou mis en décharge, présentent un risque pour l'environnement et la santé humaine.